# إيغور أوبريا
إيغور أوبريا (بالرومانية: Igor Oprea)‏ (5 أكتوبر 1969 بكيشيناو في مولدوفا - ) هو مدرب كرة قدم ولاعب كرة قدم مولدوفي في مركز الوسط. شارك مع منتخب مولدوفا لكرة القدم. أما مع النوادي، فقد لعب مع تشورنومورتس أوديسا وزمبرو تشيسيناو ونادي زاريا بالتي وCS Tiligul-Tiras Tiraspol ‏.

## وصلات خارجية
- إيغور أوبريا على موقع الاتحاد الأوربي (الإنجليزية)
- إيغور أوبريا على موقع اتحاد أوكرانيا (الإنجليزية)
- إيغور أوبريا على موقع قاعدة بيانات كرة القدم.إي يو (الإنجليزية)
- إيغور أوبريا على موقع بيانات كرة القدم. دي إي (الألمانية)
- إيغور أوبريا على موقع ناشيونال فوتبول تيمز (الإنجليزية)